# 뮤직엔터
뮤직엔터는 2000년 7월 26일부터 2001년 4월 18일까지 SBS에서 방영된 음악프로그램이다.

## 출연자
- 김효진
- 이동건
- 이민우
- 소유진
- 양미라
- 차태현
- 이의정